# Akča
Akča (tur. ak: bijel, bijeli novac), sitna turska srebrna moneta, kovana od vremena sultana Orhana (1326. – 1359.) do kraja 17. stoljeća. U početku je imala masu od 1,07 g, a poslije joj je masa padala do 0,13 g. Kovana je u mnogim kovnicama Turskog Carstva; na južnoslavenskim prostorima u Sarajevu, Srebrenici, Čajniču, Novom Brdu, Skoplju i Beogradu.